# THE MIRACLE PLANET
NHK特集「地球大紀行」オリジナル・サウンドトラックより THE MIRACLE PLANET」（エヌエイチケーとくしゅう ちきゅうだいきこう オリジナル・サウンドトラックより ザ・ミラクル・プラネット）は、NHK特集「地球大紀行」のオリジナル・サウンドトラック第1集である。作曲は山海塾作品の音楽プロデューサーを務める吉川洋一郎（よしかわ よういちろう）（元ヤプーズ）。
発売日は1987年4月22日。発売元は東芝EMI株式会社（現・EMIミュージック・ジャパン）。フォーマットは (1)LPレコード、(2)カセット・テープ、(3)CD。CDの型番は CA32-1414 で、バーコードは 4988006013612 であった。
CDは吉川の主催するレーベルIO-facotyrのＷＥＢサイトで購入することが出来、またダウンロード販売という形でも入手することができる。

## 解説
「第1集」との表記はないが、全3部作の1作目である。また、3作以外に「総集編」も発売されている。尚、「THE MIRACLE PLANET」は、番組名「地球大紀行」の英語表記でもある。多くの曲がシンセサイザーを中心に作られているが、「電子楽器ばかりではなく、弦楽器が必要とあらば、気軽にロンドンに出かけ、ロンドンフィルのプレイヤーたちの音をいただいてくる。」（解説より）、M-2、M-10ではその弦楽器の音を聴くことが出来る。
総集編が「MUSIC FOR “THE MIRACLE PLANET”」という良く似た名称であるため、しばしば混同されるが、銀河を背景に青い地球が浮かび、帆船が航行し、銀河の轍に沿って古代魚が配置されているジャケットが、当作品である。

## 姉妹作品
- 「アクアクの夢」 (A Dream Of Aku-Aku) NHK特集「地球大紀行」オリジナル・サウンドトラックより第2集
- 「キプロス」 (KΥΠPOΣ/Cyprus) NHK特集「地球大紀行」オリジナル・サウンドトラックより第3集
- 「MUSIC FOR “THE MIRACLE PLANET”」 NHK特集「地球大紀行」オリジナル・サウンドトラックより総集編

## 収録曲

### Audio-CD
1. The Miracle Planet－Main Theme - 2:43
ザ・ミラクル・プラネット－メイン・テーマ
2. 380 Million Years on the Earth - 3:37
380ミリオン・イヤーズ・オン・ジ・アース
3. The Deepest Point in the World - 1:13
ザ・ディーペスト・ポイント・イン・ザ・ワールド
4. Crater on the Moon - 4:52
クレーター・オン・ザ・ムーン
5. Earth of Fire - 6:33
アース・オブ・ファイアー
6. Heaven's Atmosphere - 3:11
ヘヴンズ・アトモスフィアー
7. Jungle Book - 4:09
ジャングル・ブック
8. Talking Apple - 1:55
トーキング・アップル
9. Travertine - 4:27
トラヴァーチン
10. The Miracle Planet on Strings - 1:30
ザ・ミラクル・プラネット・オン・ストリングス
11. 桂林 (Keirin) - 4:26
けいりん（Keirin）